# Medaglia commemorativa della Crociera aerea del Decennale
La medaglia commemorativa della Crociera aerea del Decennale  fu istituita nel Regno d'Italia con Regio decreto n. 1748 del 1933 allo scopo di accordare uno speciale ed onorifico distintivo a ricordo dell'impresa. La medaglia è stata abolita nel 2010 

## Conferimento
La medaglia fu conferita dal Capo del Governo Primo Ministro Segretario di Stato a coloro che avevano partecipato alla Crociera aerea del Decennale assumendo responsabilità per il disimpegno delle proprie mansioni oltre che in volo anche nelle basi ed a bordo delle navi, nonché a quanti avevano acquisito particolari benemerenze nella preparazione ed attuazione della Crociera.
La medaglia fu concessa alla memoria di coloro che avevano perduto la vita nel corso della Crociera stessa.

## Insegne
La medaglia, in bronzo, ha il diametro di 32 millimetri e reca:
sul rectol'effigie del re su di un fascio littorio e la dicitura «Vittorio Emanuele III Re d'Italia»;
sul versola dicitura «Crociera aerea del Decennale» «Roma-Chicago-New York-Roma - luglio-agosto 1933-XI», la sagoma degli apparecchi «S. 55 X» e lo spazio per incidere il nome e cognome del beneficiario della concessione della medaglia e la motivazione.
La medaglia andava portata sulla sinistra del petto con un nastro di colore rosso scarlatto. 
Il nastrino poteva essere portato sul petto in luogo della medaglia.